# Onchi Kōshirō

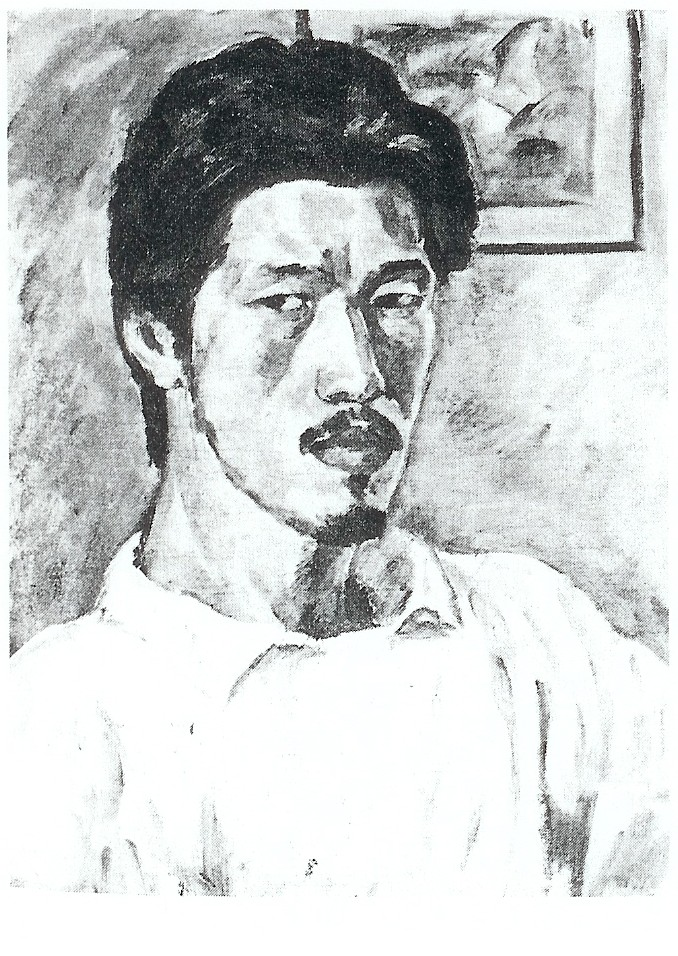
Onchi Selbstporträt 1919

Onchi Kōshirō (japanisch 恩地 孝四郎; geb. 2. Juli 1891; gest. 3. Juni 1955) war ein japanischer Holzschnittkünstler und Bucheinband-Gestalter. Er war der erste Japaner, der sich mit abstrakter Kunst beschäftigte, war Mitbegründer und zentrale Figur der Sōsaku-hanga-Bewegung.

## Leben
Onchi war der Sohn eines Juristen am Kaiserlichen Hofamt, der auch als Kalligraph und China-Kenner hervorgetreten ist. Seine Mutter war eine begabte Koto-Spielerin. Ab 1904 besuchte Kōshirō die Doitsugaku kyōkai gakkō, eine Schule mit Deutsch im Mittelpunkt, da er auf Wunsch des Vaters Arzt werden sollte. Er verließ aber 1909 die Schule, die ihm auch deutsche Kultur vermittelt hatte, besuchte die Malschule der Künstlervereinigung Hakubakai, und freundete sich mit Takehisa Yumeji an. 1910 begann er ein Kunst-Studium an der Tōkyō bijutsu gakkō (heute Geidai), brach aber 1915 sein Studium ab. Bereits 1914 hatte er mit dem früh verstorbenen Tanaka Kyōkichi (田中恭吉) und Fujimori Shizuo (藤森静雄) begonnen, die Künstlerzeitschrift Tsukuhae (月映, „Mondglanz“) herauszugeben. 1918 war er an der Gründung der Künstlervereinigungen Nihon sōsaku hanga kyōkai beteiligt.
1938 war Onchi beteiligt an der breit gefassten Nihon hanga kyōkai, ab 1939 traf man sich in seiner „Gesellschaft am ersten Donnerstag“. Er bemühte sich sein ganzes Leben um die Förderung, Verbreitung und internationale Anerkennung der japanischen Holzschnittkunst.

## Künstlerischer Beitrag
1911 schuf Onchi seinen ersten Bucheinband für ein Buch des Sozialisten Nishikawa Kōjirō. Er beschäftigte sich dann intensiv mit Buchgestaltung, wobei er sowohl an westlicher Typografie als auch an Gestaltung der chinesischen Zeichen interessiert war. Buchgestaltung blieb ein wichtiges Thema in seinem Leben. 1915 schuf er unter dem Eindruck des Todes von Brüdern und Freunden die Serie Joyō (抒情, „Mitgefühl“). 1917 schuf er Illustrationen und den Einband für Hagiwara Sakutarōs Gedichtband Tsuki ni haeru (月に映える, „Im Mond leuchten“). Vor dem Zweiten Weltkrieg produziert er die Serie „Poems“ und begann die Serie „Lyrik“, wobei er die Holzschnittplatte mit Stoffen u. a. ergänzte, um die Drucke weiter zu differenzieren. 1934 stellte er in Paris aus, 1936 in Genf und in San Francisco.
Zeit seines Lebens schuf Onchi auch Holzschnitte mit gegenständlichen Motiven.

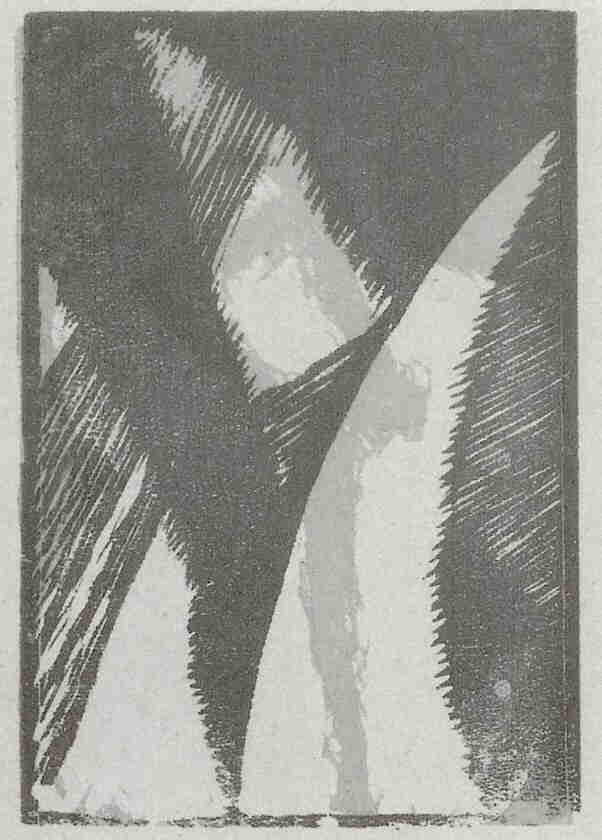
„Bitte eines Dummkopfes“ (1914)
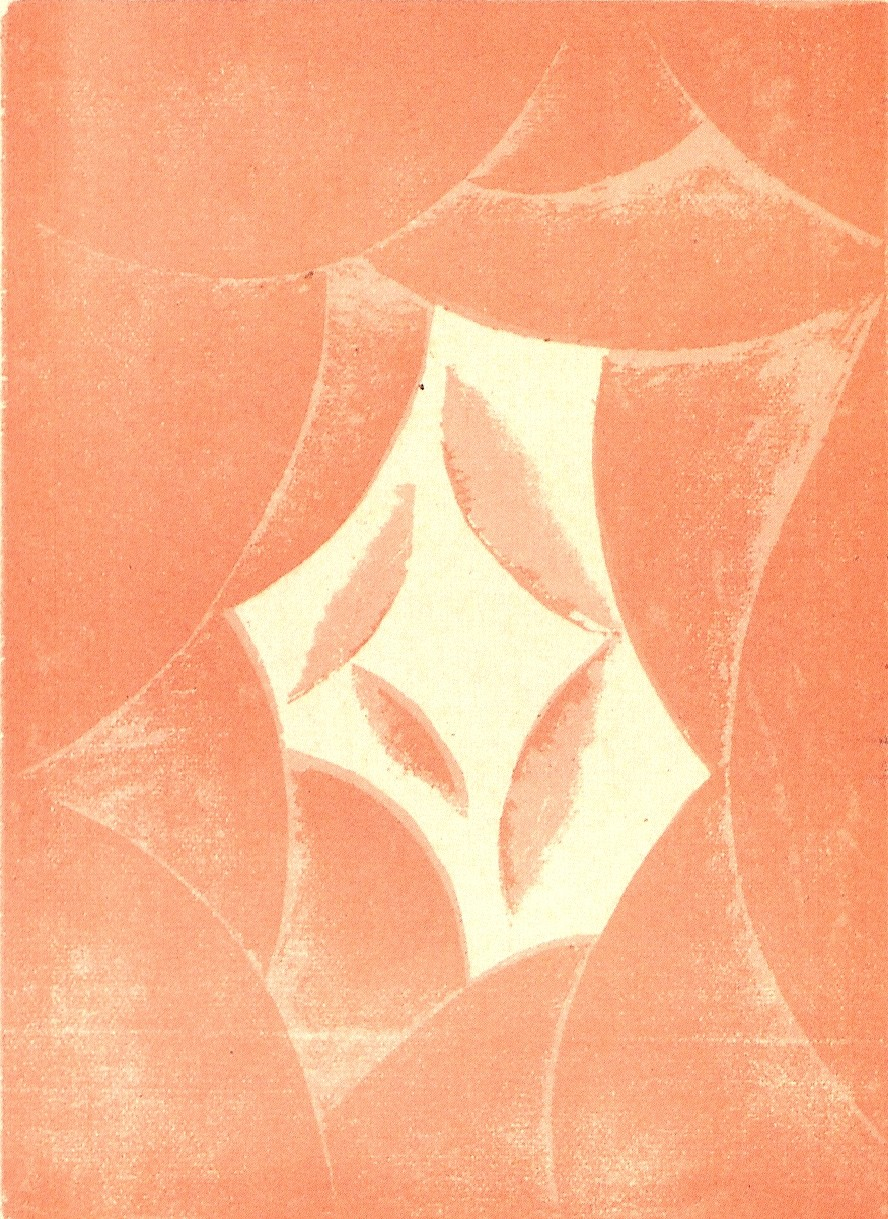
Aus der Serie „Mitgefühl“ (1915)
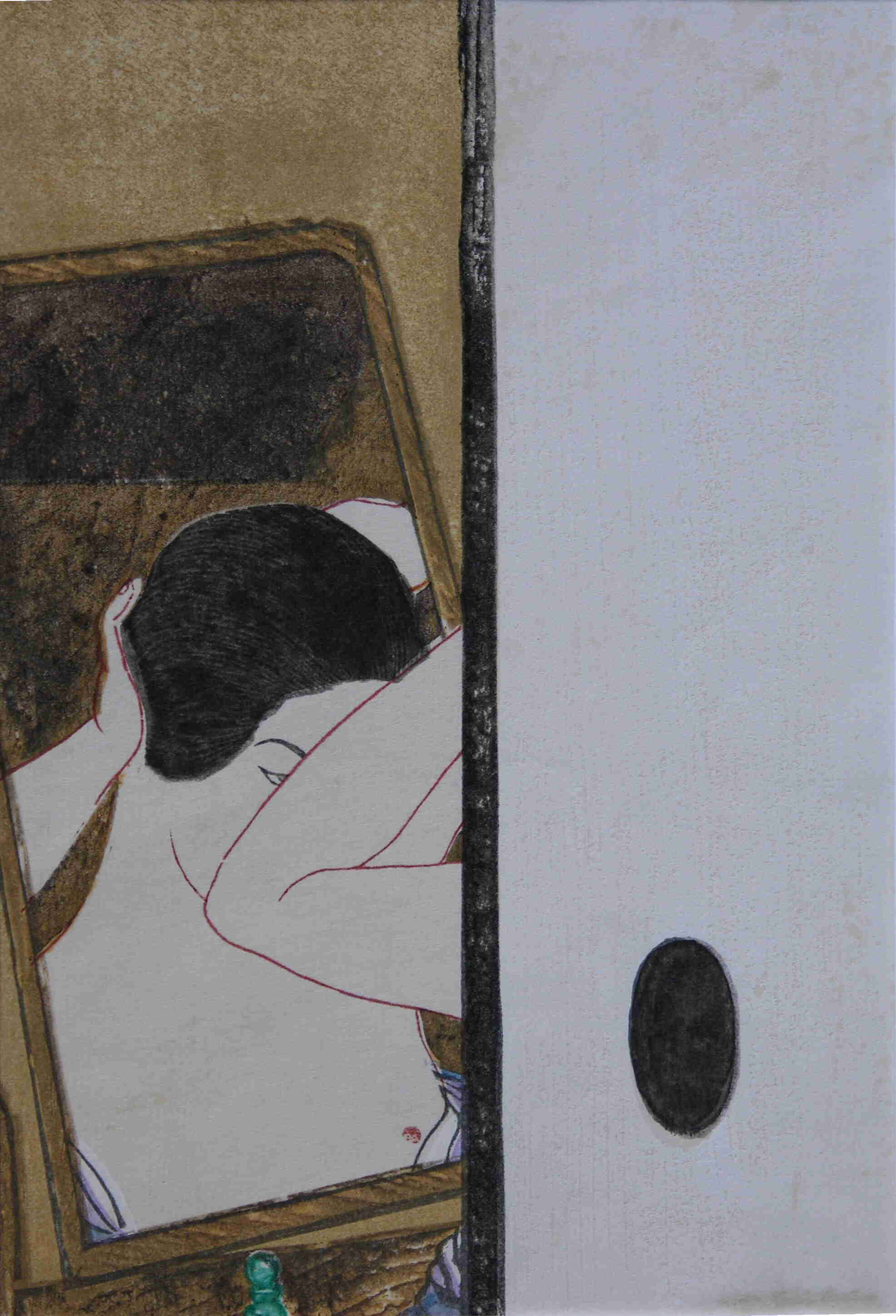
„Vor dem Spiegel“ (1928)
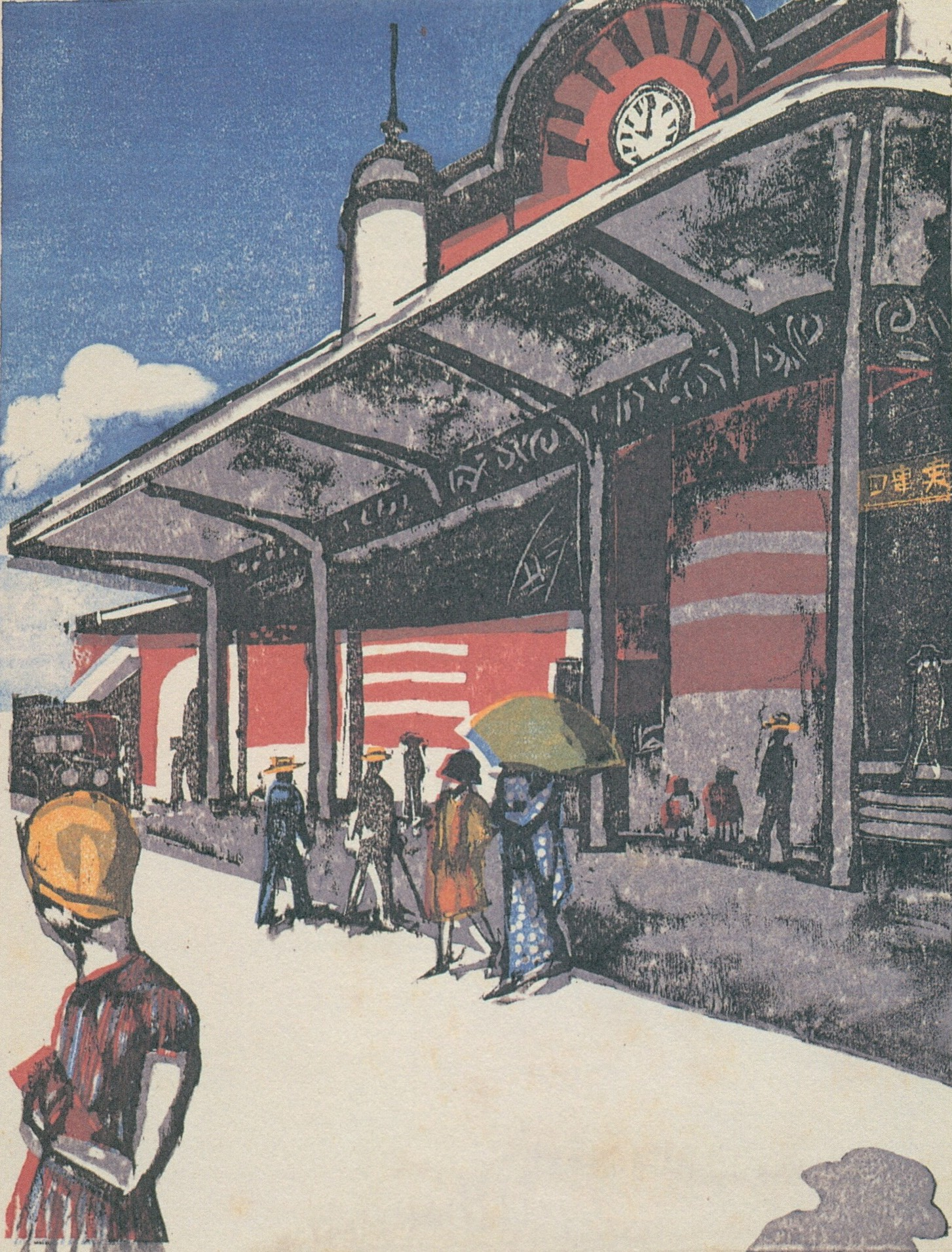
Hauptbahnhof Tokyo (1931)
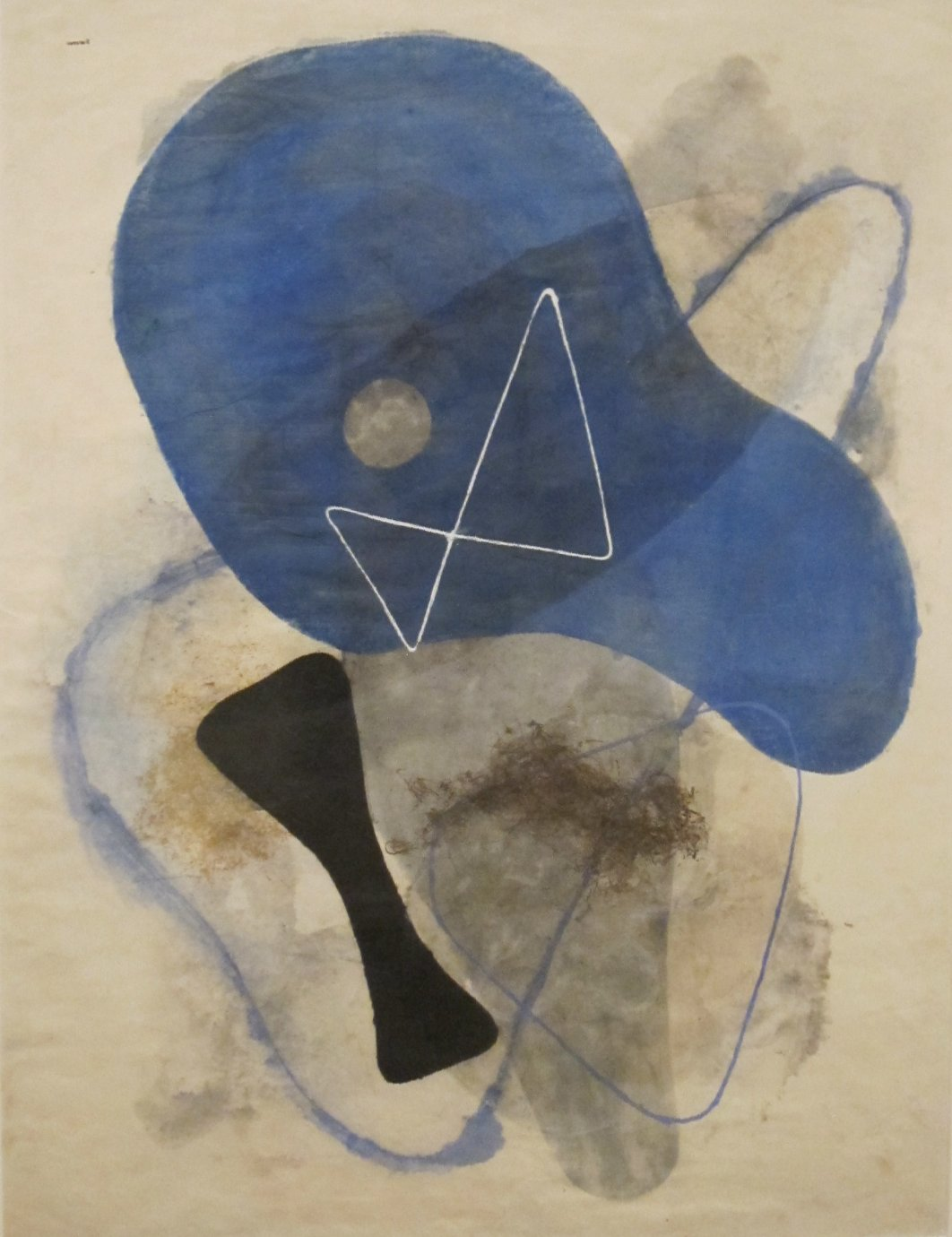
„Poem Nr. 19“ (1950)
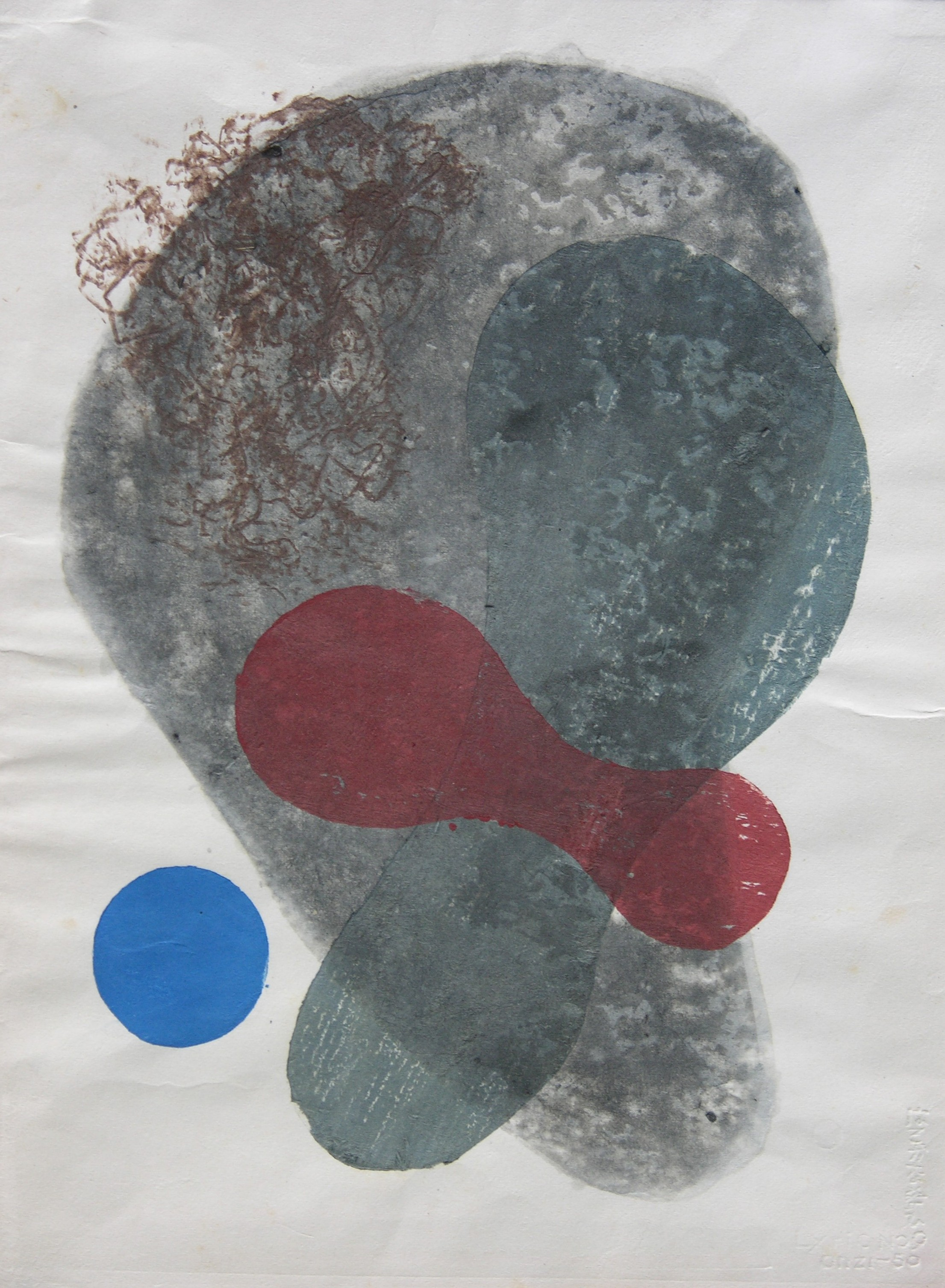
„Lyrik No 9“ (1955)

## Ausstellungen
- 2014: Onchi Koshiro: The Abstract Prints. Art Institute of Chicago.[1]